# Школа Фонтенбло

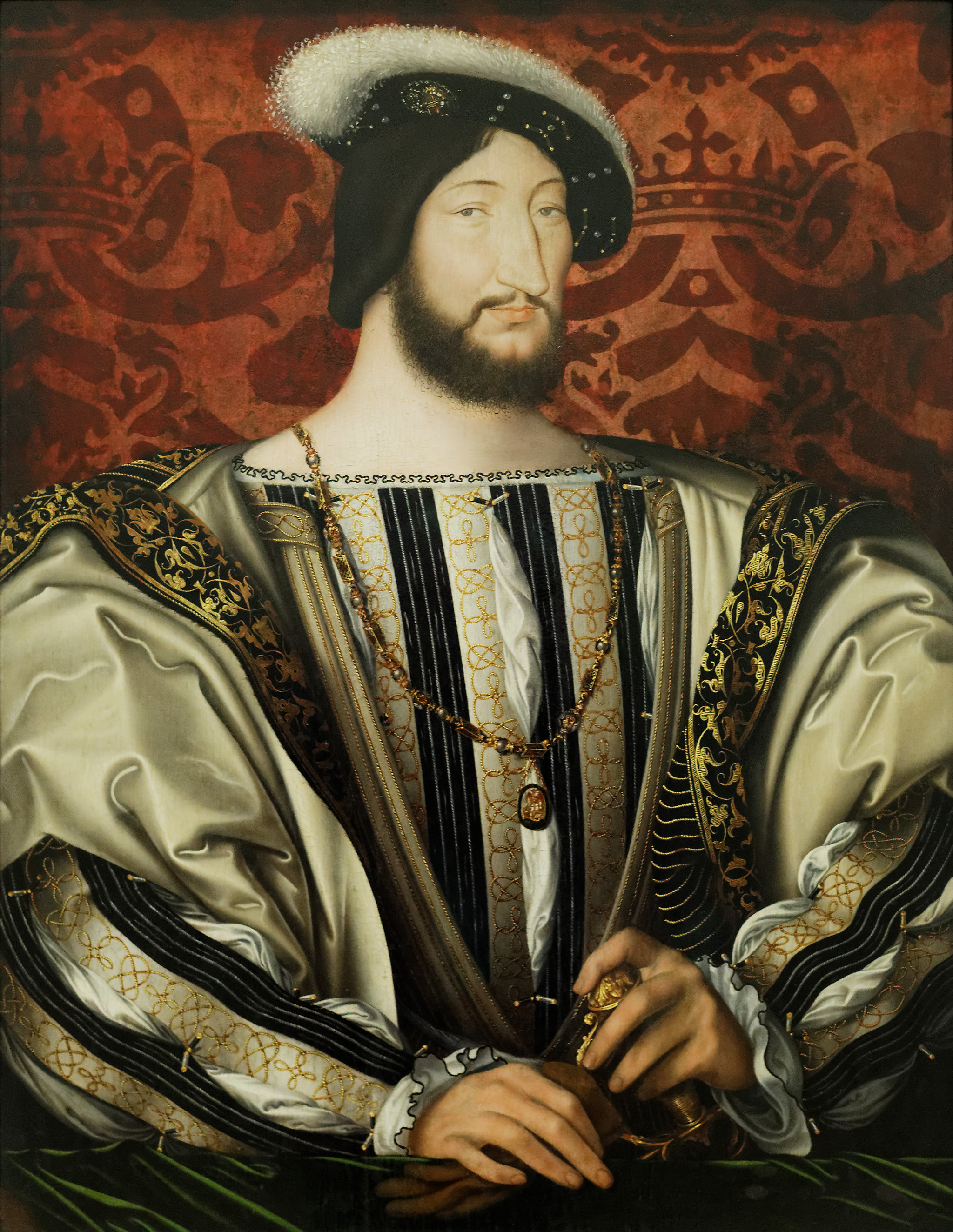
Ж. Клуэ. Портрет Франциска I, короля Франции. Между 1527 и 1530. Дерево, масло. Лувр, Париж

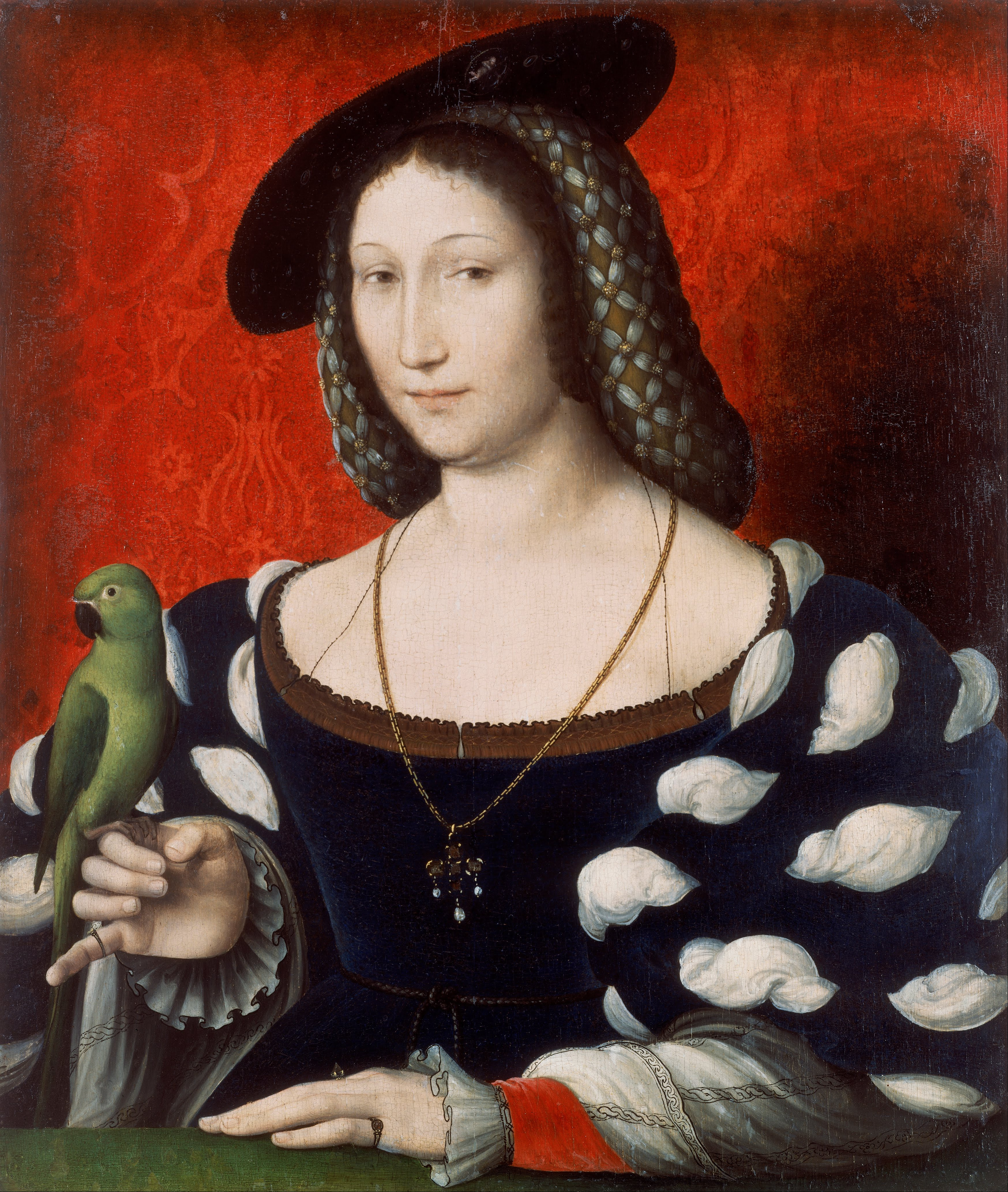
Ж. Клуэ. Маргарита Наваррская (Ангулемская). Ок. 1527. Дерево, масло. Галерея искусств Уокера, Ливерпуль

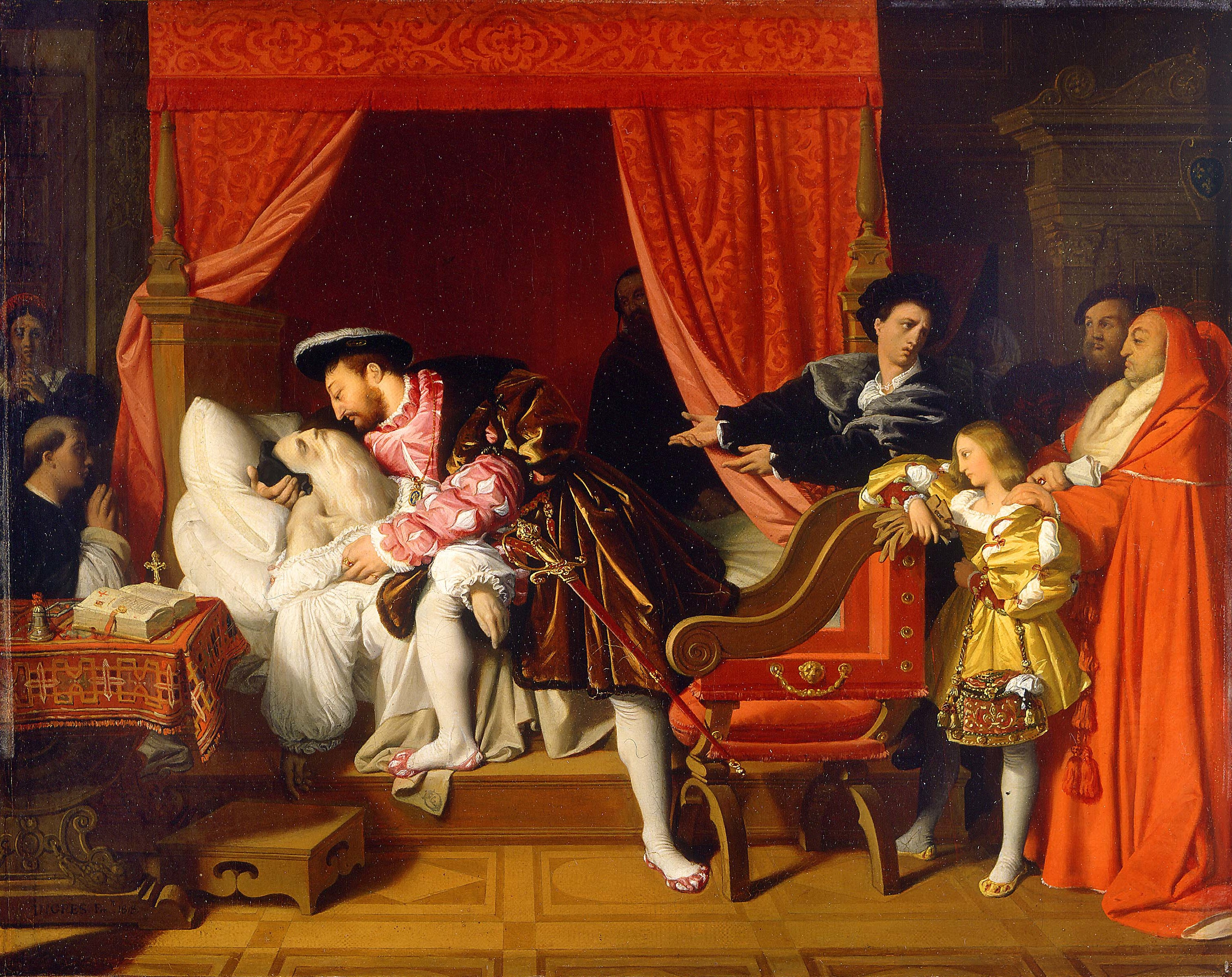
Ж. О. Д. Энгр. Франциск I принимает последний вздох Леонардо да Винчи (Король художников умирает на руках короля Франции). 1818. Холст, масло. Пти-Пале, Париж

Школа Фонтенбло (фр. L'École de Fontainebleau) — условное название группы мастеров (живописцев, скульпторов, архитекторов, ювелиров), работавших во дворце Фонтенбло, условно объединяемых в школу, которая являлась главным центром искусства французского Ренессанса при короле Франциске I и его преемниках.
В истории французского искусства различают две, разделённые периодом примерно в пятнадцать лет, эпохи. Деятели искусства первой эпохи французского Ренессанса были выходцами из Италии. Они объединяются именованием «Первая школа Фонтенбло». Мастера «Второй школы Фонтенбло», работавшие вплоть до начала XVII столетия, были, в основном, выходцами из Франции и Фландрии, представителями североевропейского маньеризма.

## Первая школа Фонтенбло (1530—1570)

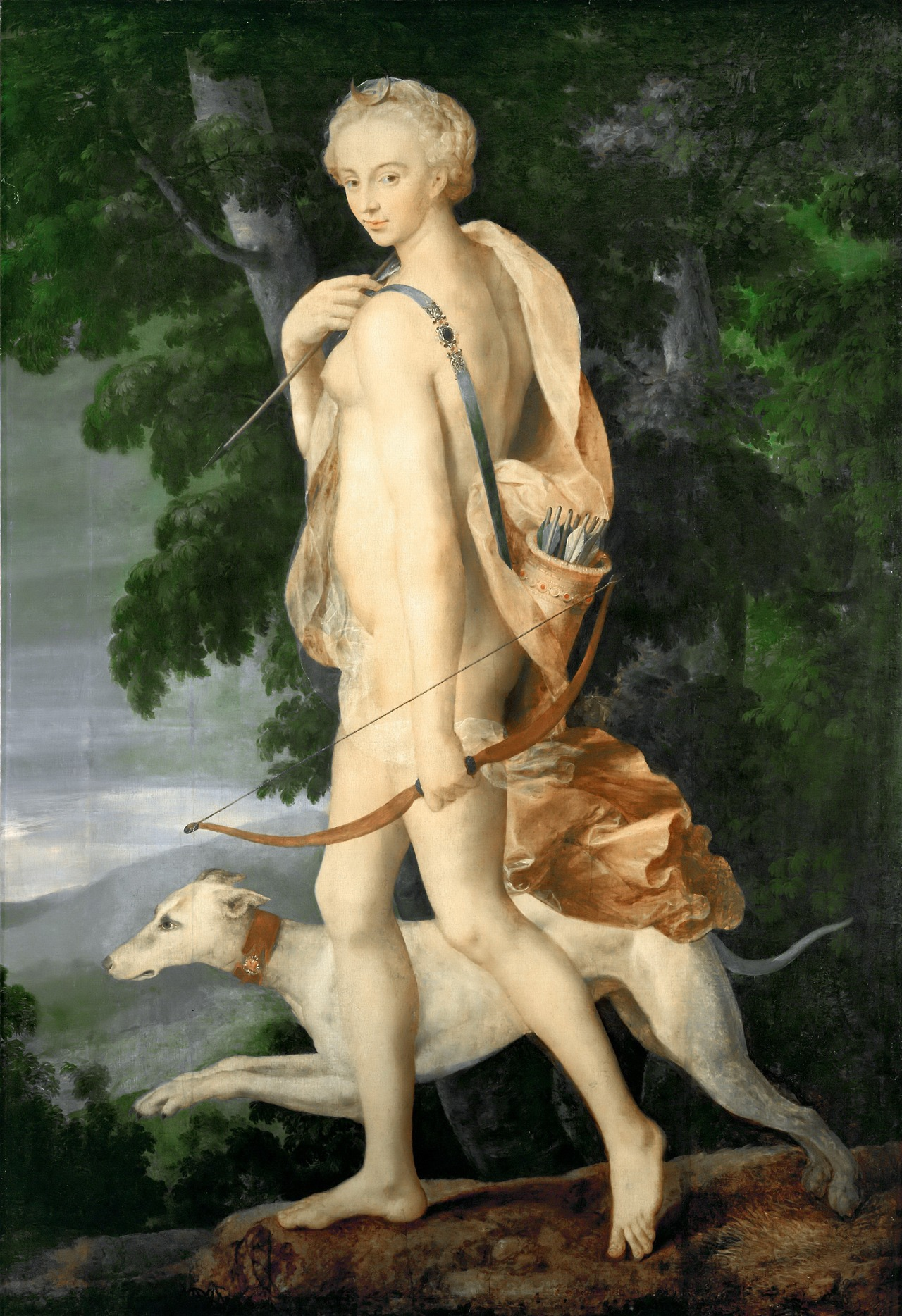
Мастер школы Фонтенбло (Лука Пенни?). Диана-охотница. Ок. 1550. Холст, масло. Лувр, Париж

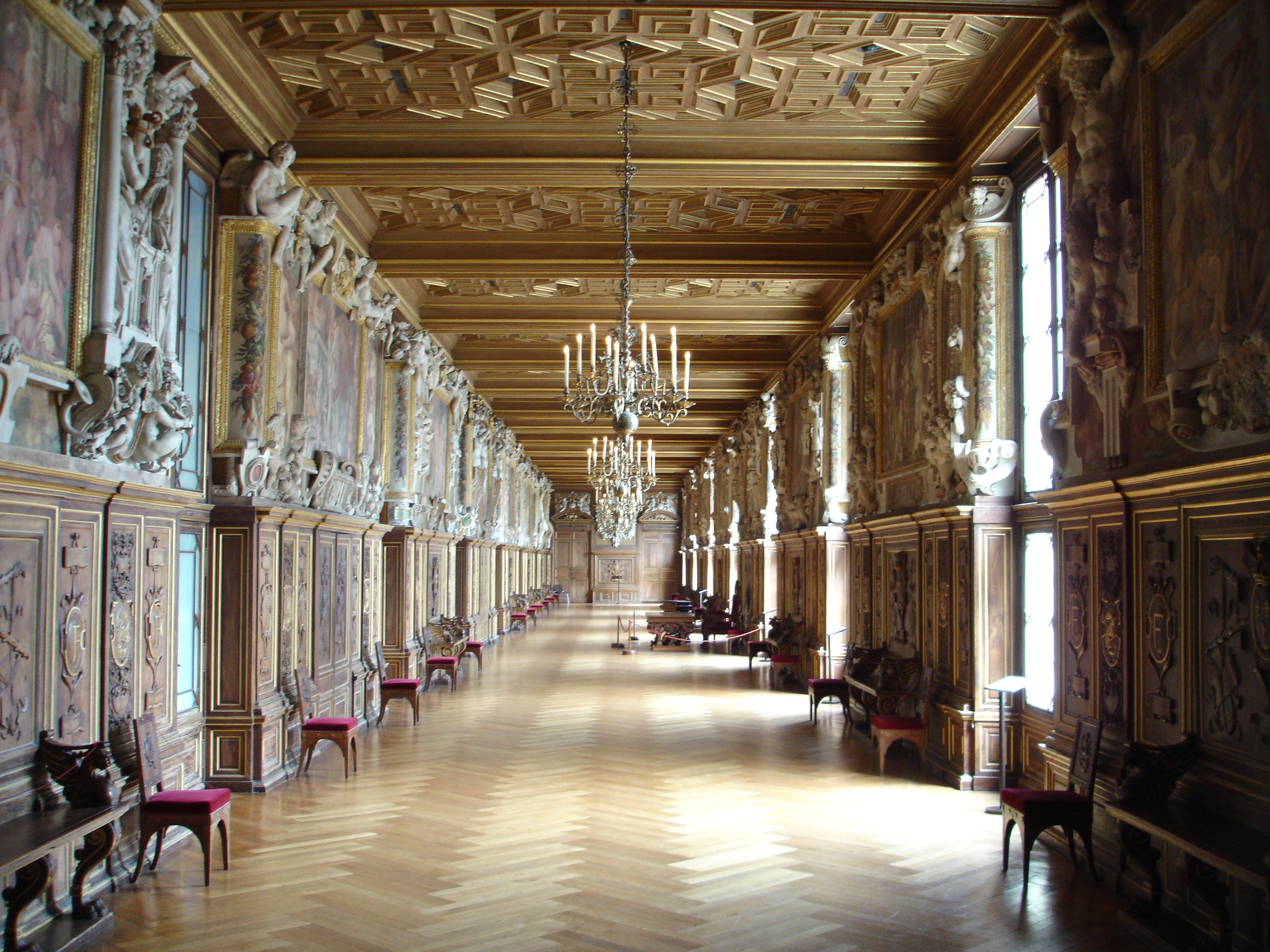
Галерея Франциска I в замке Фонтенбло

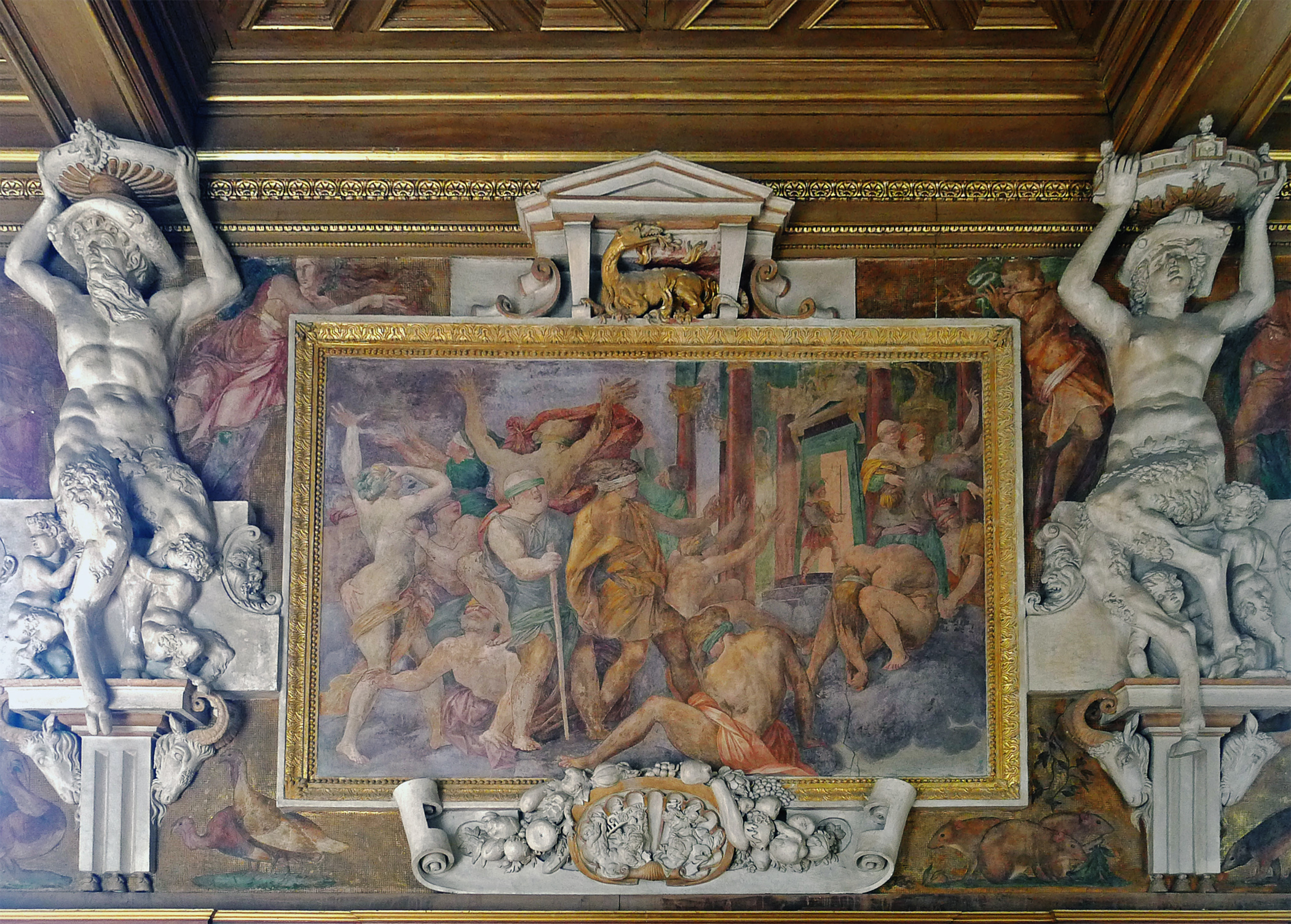
Галерея Франциска I. Деталь. Россо Фьорентино и Антонио Фантуцци. 1533—1540

После вторжения Франции в Италию в период между 1494 и 1499 годами образцы произведений искусства, литературы и науки итальянского Возрождения оказались во Франции. В 1526 году, вернувшись из плена, Франциск I привёз из Италии большую группу итальянских художников для украшения дворца в Фонтенбло. Король стремился подкрепить свои притязания на роль просветителя и «победителя невежества» (vainqueur de l’Ignorance) в Европе строительством великолепного дворца, сравнимого с дворцами во Флоренции, Мантуе или Милане. Его сестра Маргарита Наваррская, известная литературным произведением «Гептамерон», также способствовала созданию культурной атмосферы своего дворца, сначала в Блуа, а затем в Фонтенбло, приглашая ко двору поэтов музыкантов и художников. Джорджо Вазари писал, что французский король превратил свой замок в «Новый Рим». В Фонтенбло находилась самая большая во Франции того времени библиотека.
Король Франциск пригласил во Францию, наряду с учёными и писателями-гуманистами, известных итальянских художников, таких как Леонардо да Винчи и Микеланджело (который не откликнулся на приглашение короля), архитекторов Виньолу и Серлио. Леонардо провёл свои последние годы во Франции, в замках Амбуаз и Кло-Люсе. Столь знаменательный факт после кончины Леонардо в 1519 году послужил поводом для крылатой фразы: «Король художников умер на руках у короля Франции». Ключевыми оказались прибытия в 1531 году Россо Фьорентино («Рыжего флорентийца»), который работал в Фонтенбло в 1534—1536 годах, выполняя стукковые рельефы и росписи галереи Франциска в замке Фонтенбло, и Франческо Приматиччо в 1532 году, который создавал эскизы декоративной резьбы, росписей, мебели и ювелирных изделий. Приматиччо уже более не покидал Францию, не считая его короткой поездки в Италию по поручению короля. Ещё одним итальянцем прибывшим во Францию в 1552 году из Пармы был Никколо дель Аббате, которого король Генрих II пригласил по рекомендации Приматиччо.
Главной задачей было создание новых интерьеров дворца и украшение их картинами, фресками, скульптурами, рельефами, лепниной, шпалерами и другими предметами декоративного искусства. Основным шедевром Россо и Приматиччо стала хорошо сохранившаяся до наших дней «Галерея Франциска I». Помощники Россо (среди них были французский художник Жоффруа Дюмустье) и Никколо дель Аббате оформили бальный зал и галерею Одиссея. Последние интерьеры не сохранились, они были снесены в 1697 году. Однако они остались запечатлёнными на гравюрах и шпалерах.
Под руководством Приматиччо трудились итальянец А. Фантуцци и молодые французские мастера. Все они — маньеристы. Эпоха Высокого Возрождения в Италии была уже позади, поэтому приезжие итальянцы привнесли во Францию не идеалы Классицизма флорентийской и римской школ, а кризисные формы переходной эпохи. Оформление галереи Франциска I в замке Фонтенбло (1534—1536), выполненное по рисункам Россо, в которой сочетаются росписи и позолоченные рельефы в технике стукко, казались столь необычными, что получили парадоксальное итальянское название «французской манеры» (итал. maniera francese). «Насыщенность декора в сочетании с круглой скульптурой можно было бы считать барочной, если бы не скованность, трогательная наивность зарождающегося оригинального стиля, архаичность сочетания готики с измельченными элементами итальянского классицизма и общая маньеристически-куртуазная направленность. Этот симбиоз и получил наименование французской манеры. В убранстве замка Фонтенбло заметны реминисценции мощных фигур Микеланжело, влияния болонцев, светотень флорентийцев, рисовальная манера Андреа дель Сарто. Всё это — в обрамлении бандельверков, картушей, пышных гирлянд, итальянских путти, которые уже начали превращаться во французских амуров».
Герцогиня д’Этамп, фаворитка Франциска I, положила начало истинно французской куртуазной традиции — женщин-покровительниц художников. Эта традиция продолжалась вплоть до середины XIX в. Герцогиня отличалась редкой для того времени образованностью и способствовала деятельности во Франции художников-гугенотов. Значительное воздействие на творчество живописцев, гравёров, скульпторов оказывала молодая французская поэзия «Плеяда Плеяды». Так рождалась уникальная культура, по форме итальянская, с сюжетами из древнегреческой мифологии и латинской поэзии, по духу, одновременно, эллинская и галльская. Поэт школы Фонтенбло Клеман Маро так описал атмосферу замка:

Под сенью галерей и царственных палат,
В досугах и трудах неслышно дни летят —
В купальнях, среди книг, меж дам,
картин и статуй —
Таков наш мирный век, утехами богатый

Для подготовки французских мастеров по распоряжению Франциска I под руководством Россо Фьорентино в замке действовала рисовальная школа. В 1537—1550 годах в Фонтенбло работал ученик Рафаэля, живописец и гравёр Лука Пенни. В 1540 году на место скончавшегося Россо был приглашён другой итальянец, также флорентиец, рисовальщик и гравёр Доменико дель Барбьери, или Доменико Фьорентино.
В 1537 и 1540—1545 годах во Франции при дворе короля Франциска работал выдающийся мастер, скульптор и ювелир Бенвенуто Челлини, в Фонтенбло в 1540—1543 годах он создавал по заказу Франциска свою знаменитую салиеру, или «Солонку Франциска I» (итал. La Saliera di Francesco I), — шедевр ювелирного искусства из золота, эмали и чёрного дерева (ныне хранится в Кунсткамере Музея истории искусств в Вене).
Челлини создал во Франции ещё один шедевр: бронзовый горельеф «Нимфа Фонтенбло», изображающий на фоне леса обнажённую женскую фигуру — богиню Диану, обнимающую левой рукой за шею оленя (эмблема короля Франциска). В богине Диане все узнали приближённую короля — Диану де Пуатье (после кончины Франциска I Диана де Пуатье стала фавориткой короля Генриха II). В эпоху французского маньеризма в этом не видели ничего предосудительного. Именно в этот период во французской живописи и скульптуре появляется множество изображений обнажённой Дианы-охотницы, древнеримской богини с лицом прекрасной Дианы де Пуатье. «Эти изображения свидетельствуют о своеобразном галльском культе обнажённого тела и о том, что подобные намёки были не только разрешены, но, вероятно, открыто поощрялись самой мадам Пуатье».
Общая композиция горельефа вдохновлена гравюрой по рисунку Россо Фьорентино и последующей фреской, расположенной в центре галереи Франциска I. Гравюра по маньеристичности в изображении фигуры нимфы и характеру орнаментики — типичное произведение школы Фонтенбло. Под изображением помещена латинская надпись, восхваляющая рельеф работы Челлини: «О Фидий, О Апеллес, можно ли было вообразить в наше время что-либо более прекрасное, чем эта скульптура, которая представлена здесь и которую Франциск I, могущественный король французов, отец литературы и искусств, оставил незаконченной в своём дворце под статуей Дианы, отдыхающей после охоты и выливающей воду из урны Фонтенбло».
В парке Фонтенбло находился грот, который называли «Местом купания Дианы». Стройную, динноногую богиню лесов и охоты изображали скульптор Жан Гужон и живописец Жан Клуэ. Иконография «Нимфы Фонтенбло» связана с традиционной темой «Нимфа источника». По одной из версий произведение Челлини также намеревались использовать для украшения фонтана, что соотносится с легендой о происхождении названия замка. Согласно этой легенде, во время охоты собака короля по кличке Блио обнаружила источник (фр. la fontaine), который назвали её именем, получилось: Fontaine Bleau (Фонтенбло).

## Вторая школа Фонтенбло (1590—1620)
После длительного периода беспорядков, связанных с религиозными войнами, возрождение искусства особенно ярко проявилось во времена правления Генриха IV (1589—1610) и регентства Марии Медичи (1610—1617). Генрих IV, первый король династии Бурбонов, а также наследник престола Валуа, стремился постоянно напоминать о легитимности с таким трудом завоёванной власти. Таким образом, школа Фонтенбло стала одним из незавершённых проектов Валуа, который король стремился завершить, одновременно помогая столице вернуть себе первенство во всех видах искусства: литературе, живописи, декоративном искусстве. В годы правления Генриха IV дворец был полностью реставрирован. Король пригласил в Фонтенбло фламандских и французских художников, которые считаются мастерами «второй школы Фонтенбло». К их числу принадлежали Амбруаз Дюбуа из Антверпена, парижане Туссен Дюбрёй, Антуан Карон и Мартен Фремине. Работе Дюбрёя принадлежали росписи павильона Поэзии (разрушен в 1703 году). С 1606 по 1616 год Фремине расписал капеллу Святой Троицы, сохранившуюся до наших дней.
Под непосредственным влиянием мастеров школы Фонтенбло работали два выдающихся скульптора Французского Ренессанса — Жан Гужон и Жермен Пилон.
Из мастерских второй школы Фонтенбло вышел целый ряд эротических картин, некоторые с не расшифрованной до нашего времени иконографией, как например, произведение неизвестного художника, изображающее Габриэль д'Эстре с сестрой, герцогиней де Виллар. Для живописи второй школы Фонтенбло характерен отказ от религиозных тем, предпочтение сюжетов из греческой и римской мифологии, любовь к орнаменту и гротеску, соединение декоративных росписей, рельефов и лепнины в одной композиции, типичное для художников-маньеристов удлинение фигур и некоторые странности в пропорциях, приглушённая гамма холодных тонов. Особенность эротических картин заключается в их подчёркнуто рафинированной эстетике и одновременно отрешённой чопорности, отсутствии искренних эмоций. Иконография полна загадок, зашифрованного смысла, нравоучительных намёков; преобладают фигуры с жёсткими контурами в холодной и приглушённой цветовой гамме.

## Развитие «стиля Фонтенбло» в последующие периоды
Творчество художников второй школы Фонтенбло выходило далеко за пределы одного только замка Фонтенбло; мастера школы работали в Лувре и Сен-Жермен-ан-Ле, не забывая и о выполнении картонов для королевской мануфактуры гобеленов.
Несмотря на разнообразие декоративных элементов, количество используемых техник и космополитический характер среды, объединяющей итальянских, французских и фламандских художников, произведения школы Фонтенбло отличаются единством стиля, отмеченным общей концепцией единения «фигур и орнамента». Художественный стиль, родившийся из этого единства, не имеющий аналогов в Италии, не только не исчез со смертью двух последних своих покровителей, но и просуществовал, иногда очень архаично, до конца века. Его влияние на французское искусство существенно: оно отмечено даже в провинции на фресках замка Уарон, а затем и Танлай.
В орнаментике школы Фонтенбло впервые появился характерный элемент — маскарон в виде женской головки, обрамлённый раковиной, — мотив, позднее развитый орнаменталистами «Большого стиля» второй половины ХVII века: стиля Людовика XIV, а также стиля Регентства начала ХVIII века. Другой элемент — три полумесяца — эмблема Дианы де Пуатье, герцогини Валентинуа Для «стиля Фонтенбло» типично сочетание «итальянизмов» со слегка геометризованными картушами, бандеролями, придающими декоративным композициям несколько жёсткий вид. Под влиянием живописной школы Фонтенбло работали представители семьи Дюмустье, ЭтьенДюмустье, мастеров карандашного портрета.
В Фонтенбло трудился выдающийся мастер расписных эмалевых портретов Леонар Лимозен. Под влиянием школы Фонтенбло складывалось творчество знаменитого мастера-керамиста Бернара Палисси. Скульптуры из Фонтенбло были хорошо известны благодаря многочисленным репликам из бронзы и глины. Произведения придворных художников распространялись в гравюрах. Только от Рене Буайе, который документировал работу Россо в Фонтенбло в гравюрах, дошло до наших дней 240 листов. У Буайе вместе с Пьером Милле была мастерская, которую они после смерти Франциска I перенесли в Париж.
Строительство замка Фонтенбло и дворца Дианы де Пуатье в Ане в период правления короля Генриха II продолжал архитектор Филибер Делорм. Из-за религиозных войн в период с 1584 по 1595 год и смерти последнего короля Франции из династии Валуа Генриха III работы были прерваны и дворец был заброшен.

## Галерея

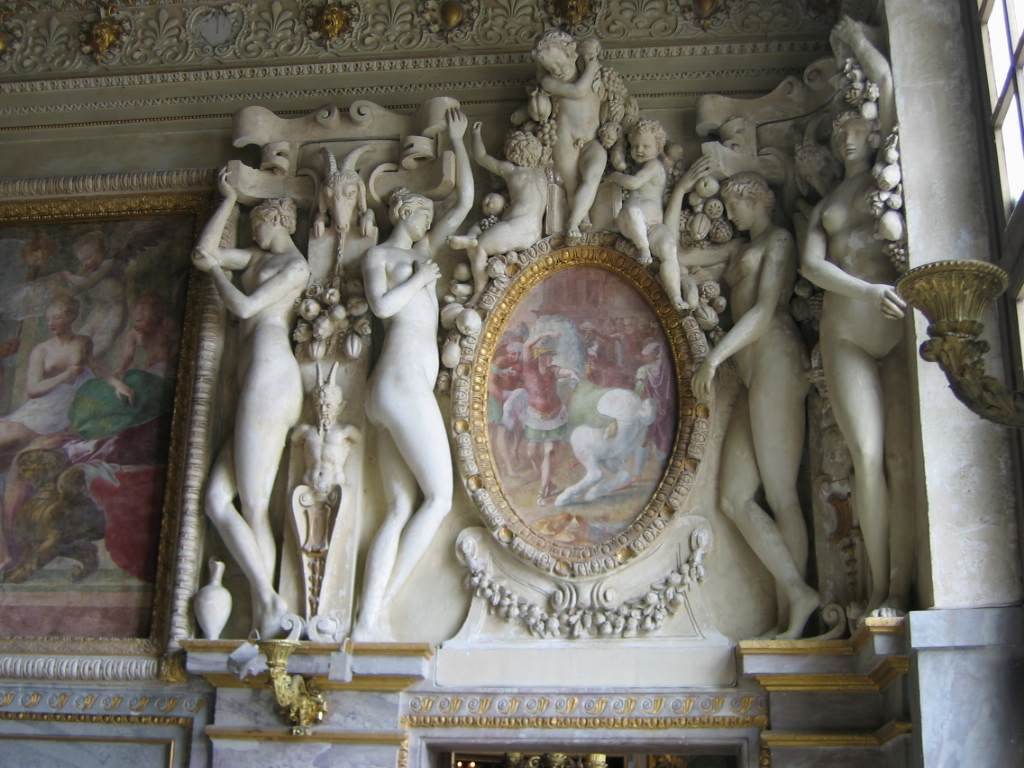
Королевская лестница дворца в Фонтенбло. Деталь. Ф. Приматиччо. 1534-1539.
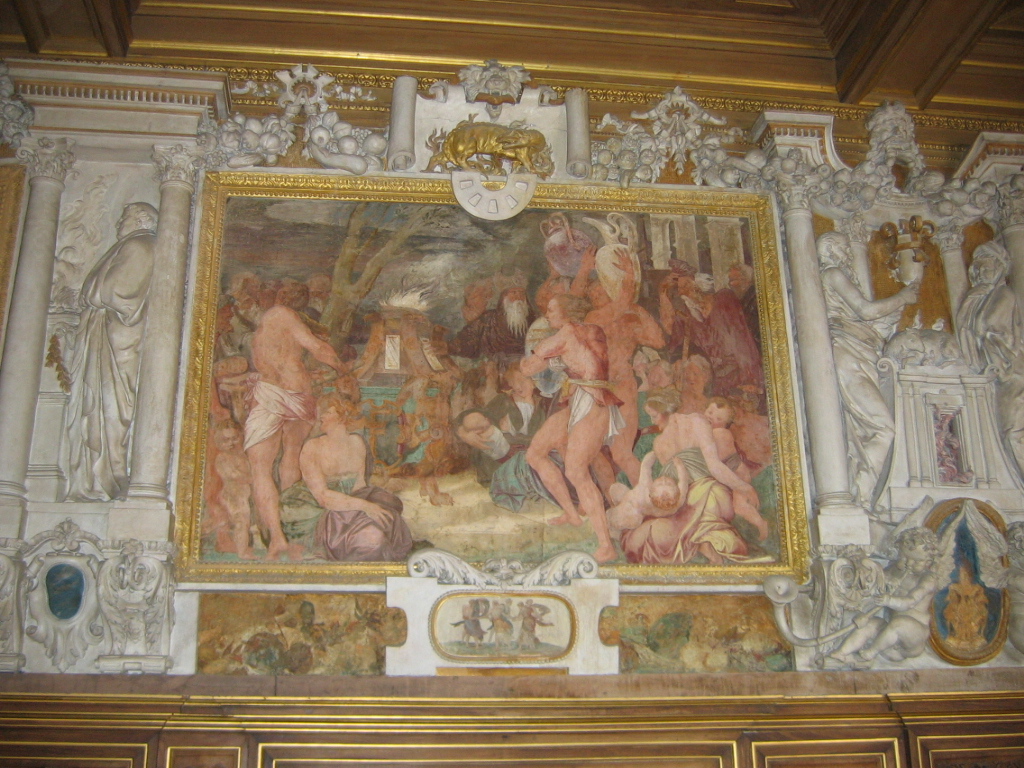
Le Sacrifice de la [[Galerie François-Ier (château de Fontainebleau)|Детали оформления Галереи Франциска I
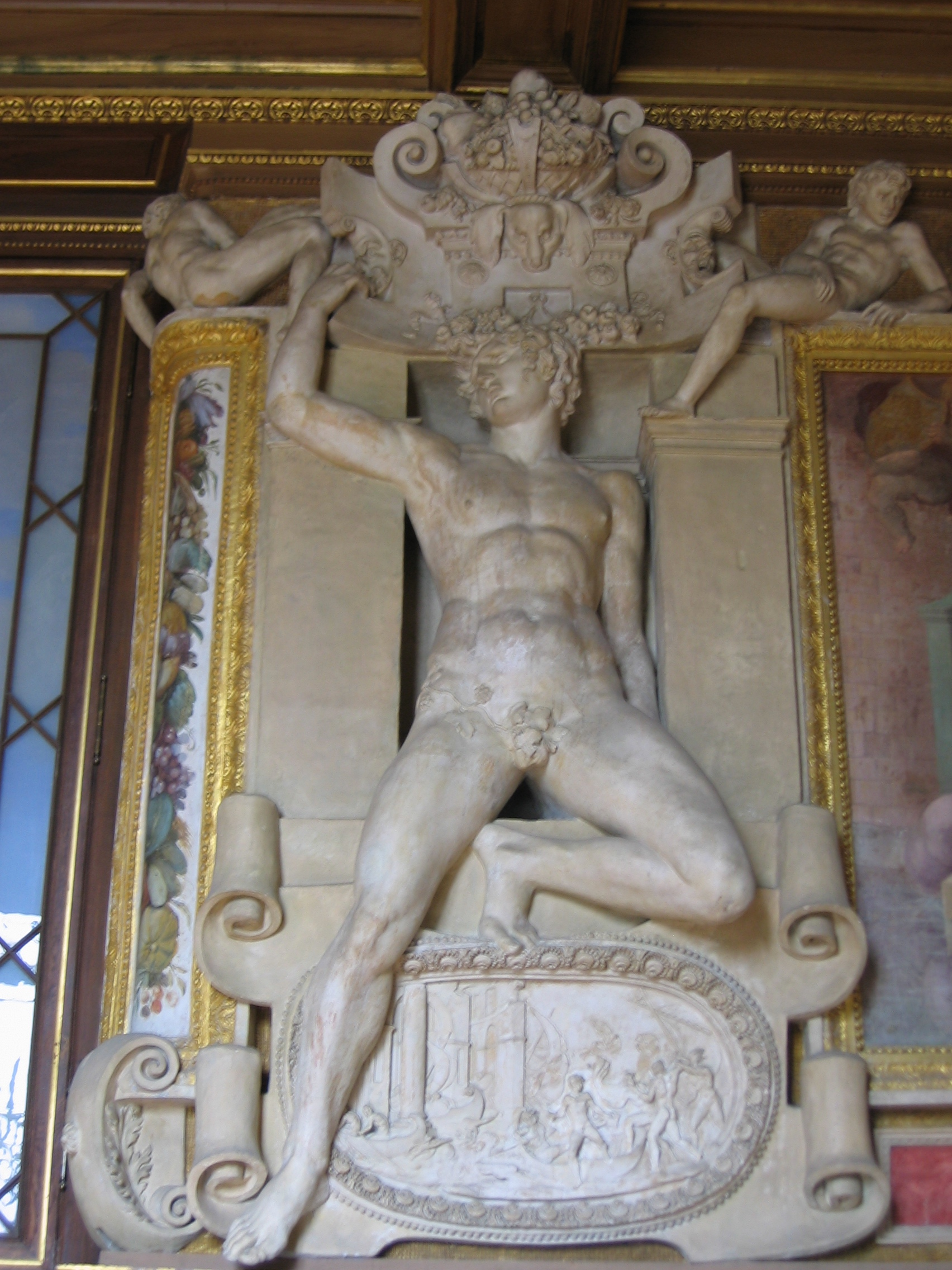
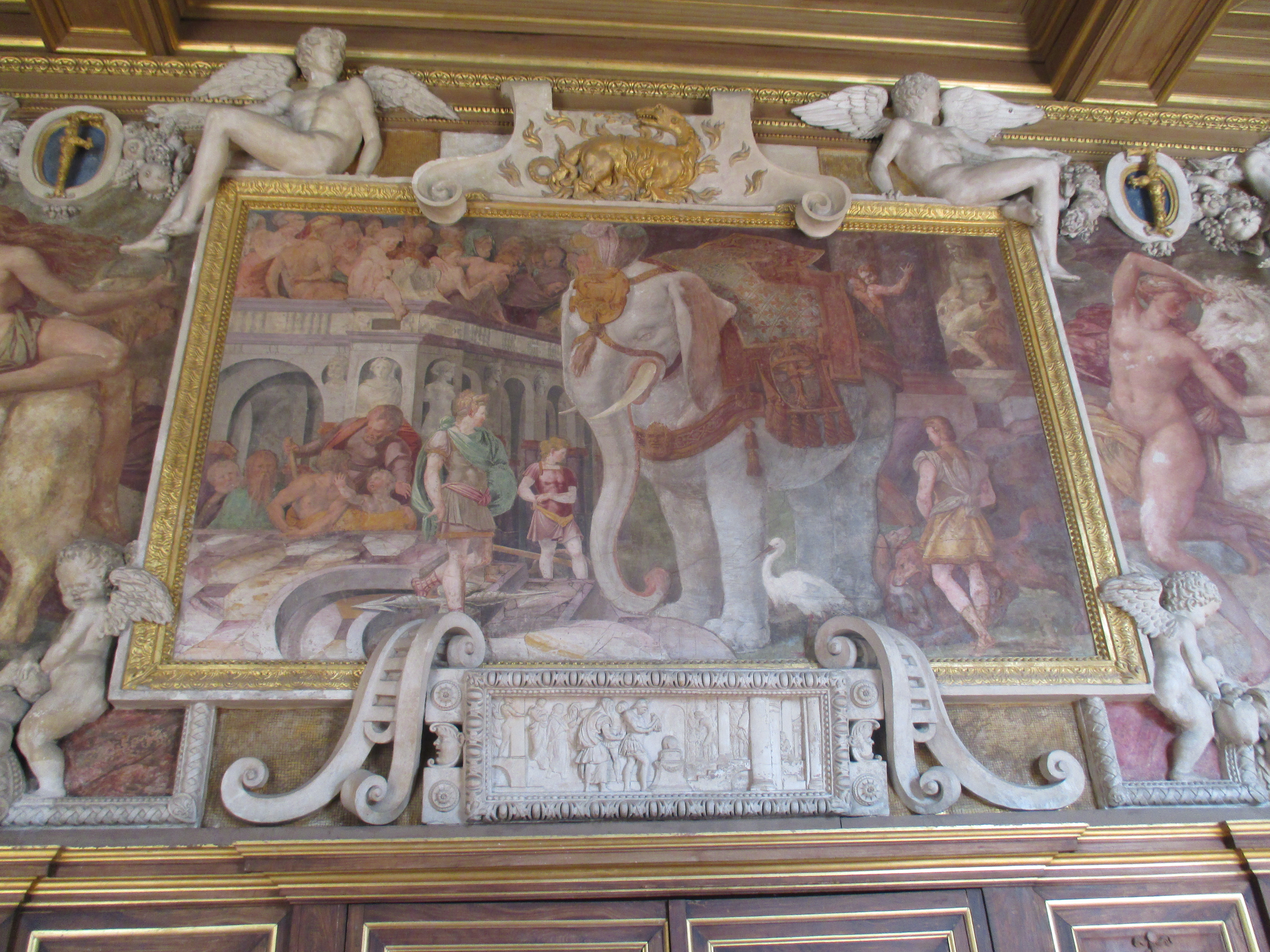
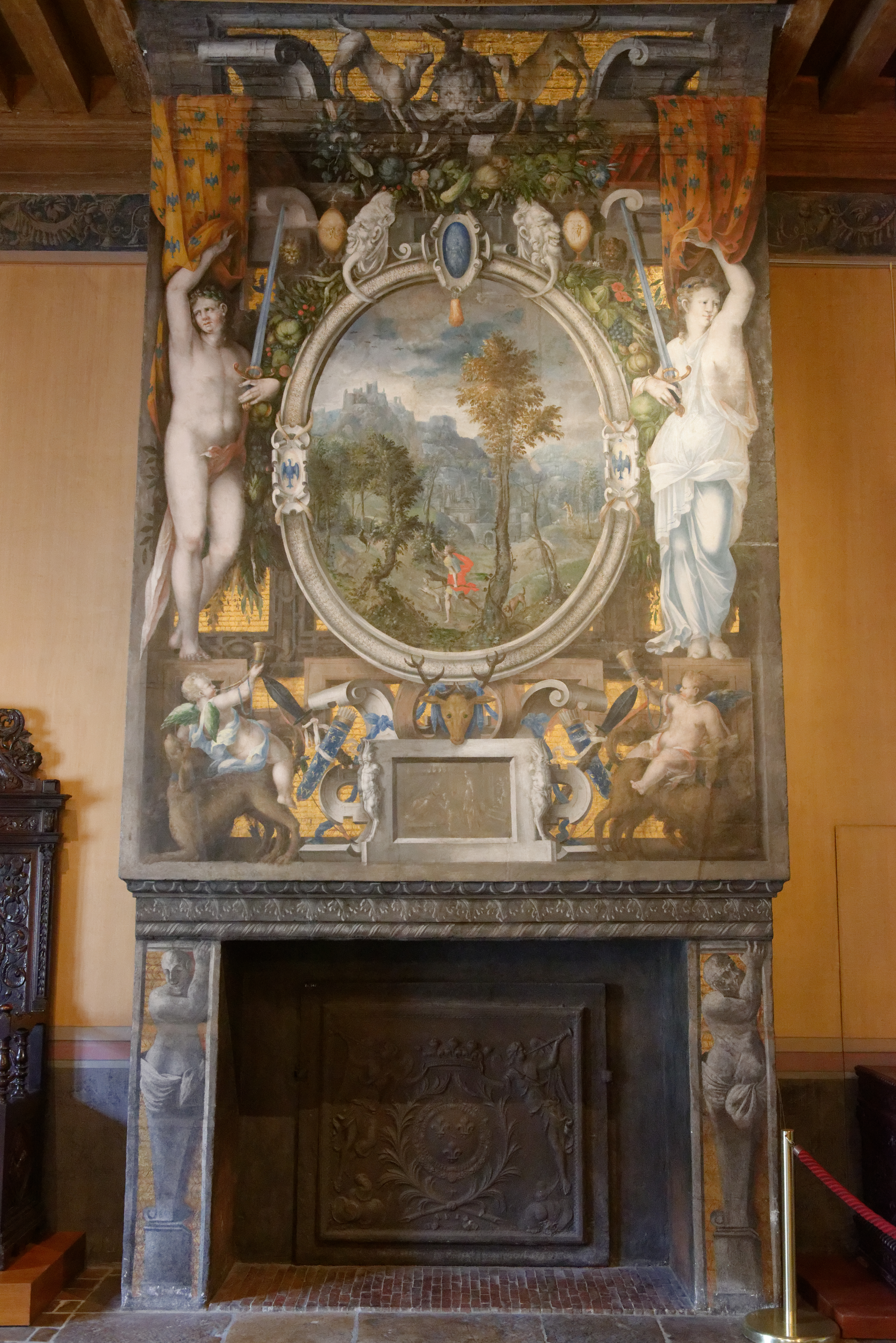
Замок Экуан. Апартаменты Анн де Монморанси
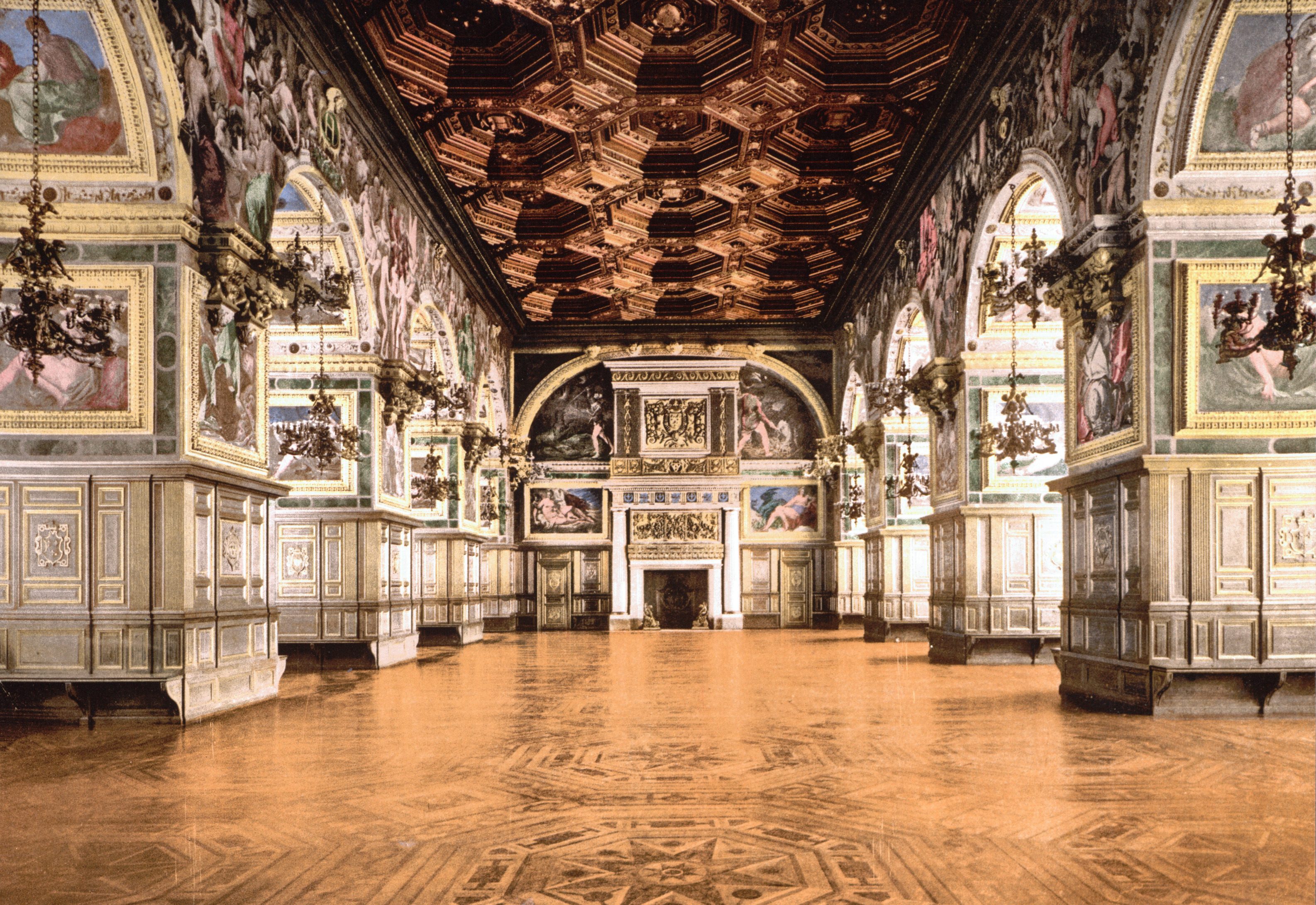
Дворец Фонтенбло. Галерея Генриха II
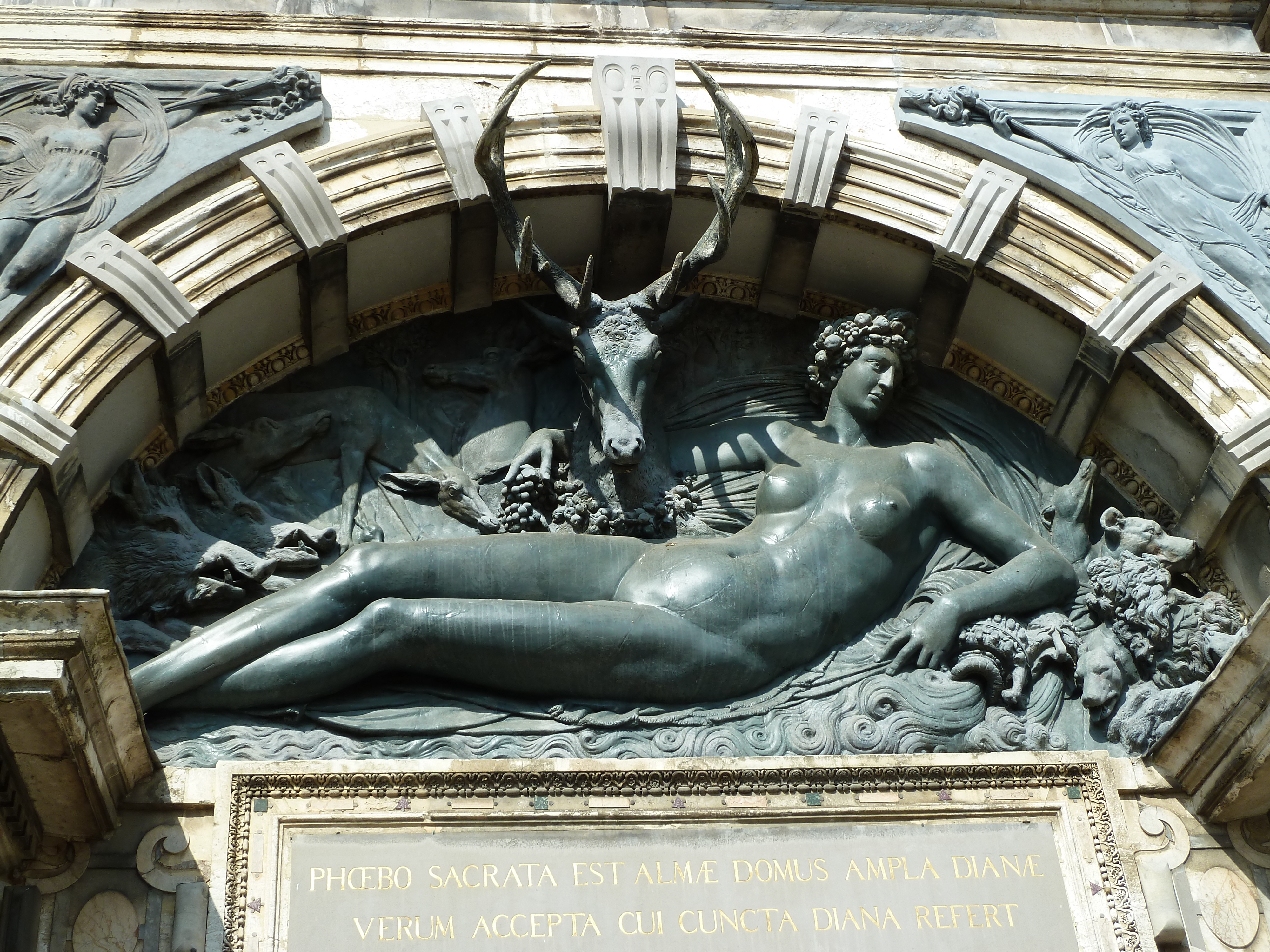
Б. Челлини. Нимфа Фонтенбло. 1542. Копия на портале замка Дианы де Пуатье в Ане. Бронза
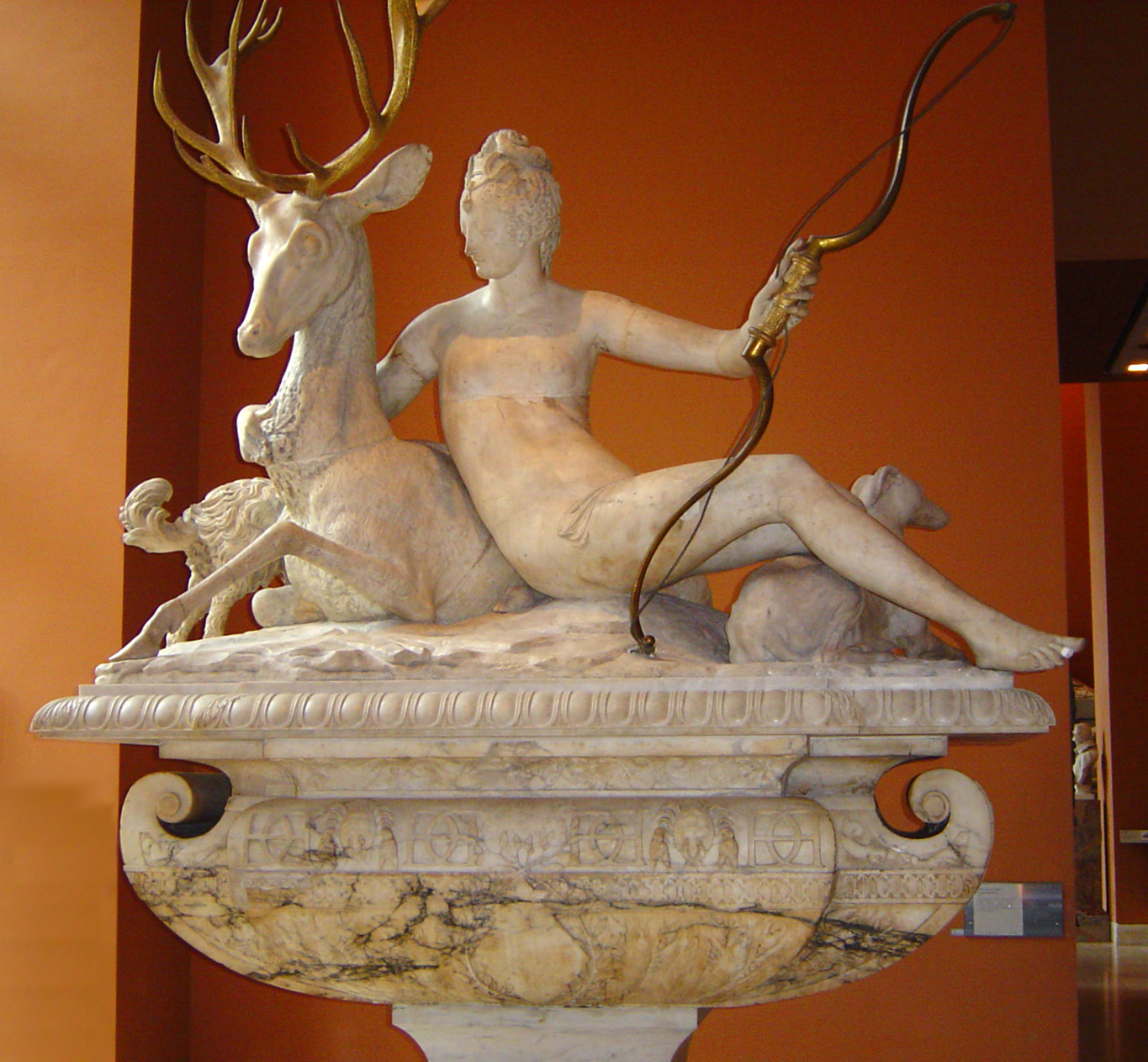
Фонтан Дианы. Реплика мастера Фонтенбло по оригиналу Б. Челлини. Между 1540 и 1560. Мрамор. Лувр, Париж
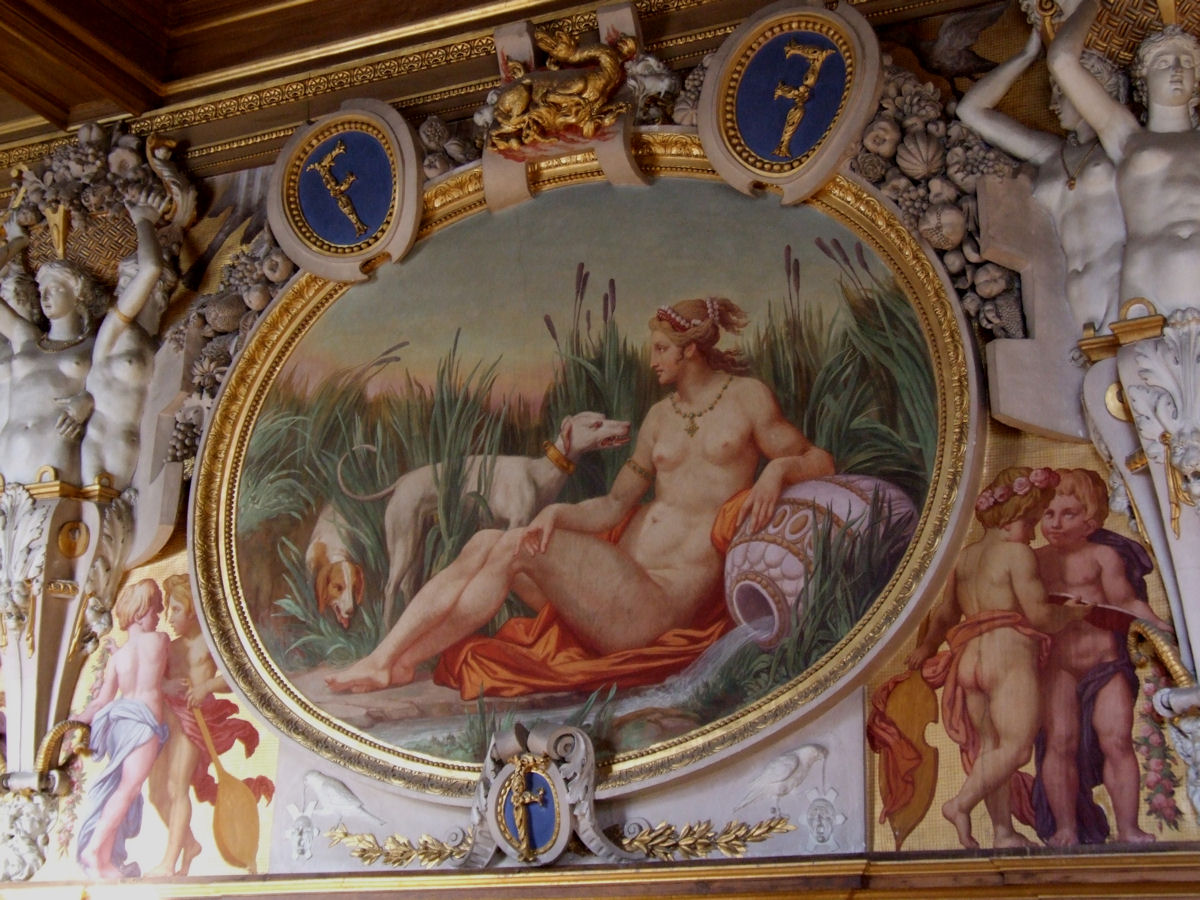
Россо Фьорентино. Нимфа Фонтенбло. Фреска Галереи Франциска I во дворце Фонтенбло
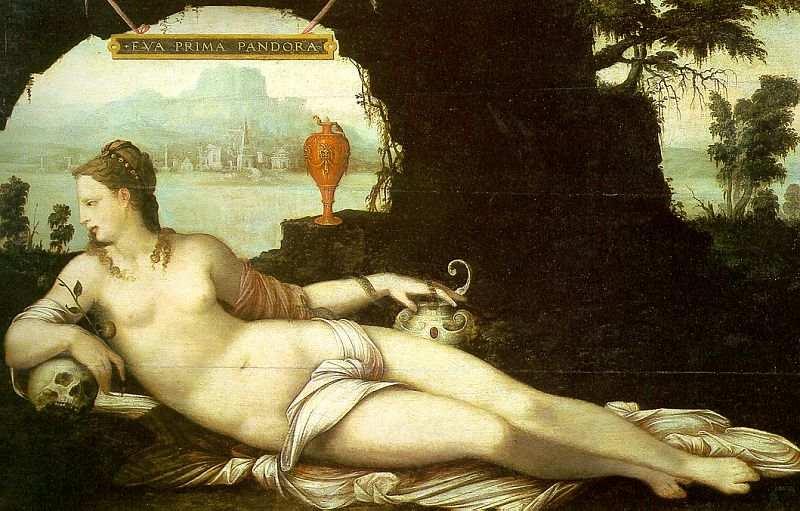
Ж. Кузен Старший. Ева – первая Пандора. 1550. Дерево, масло. Лувр, Париж
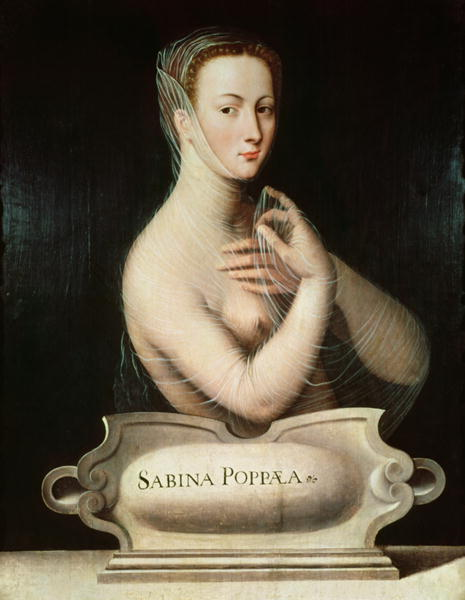
Сабина Поппея. Школа Фонтенбло. Около 1580. Дерево, масло. Музей искусства и истории, Женева
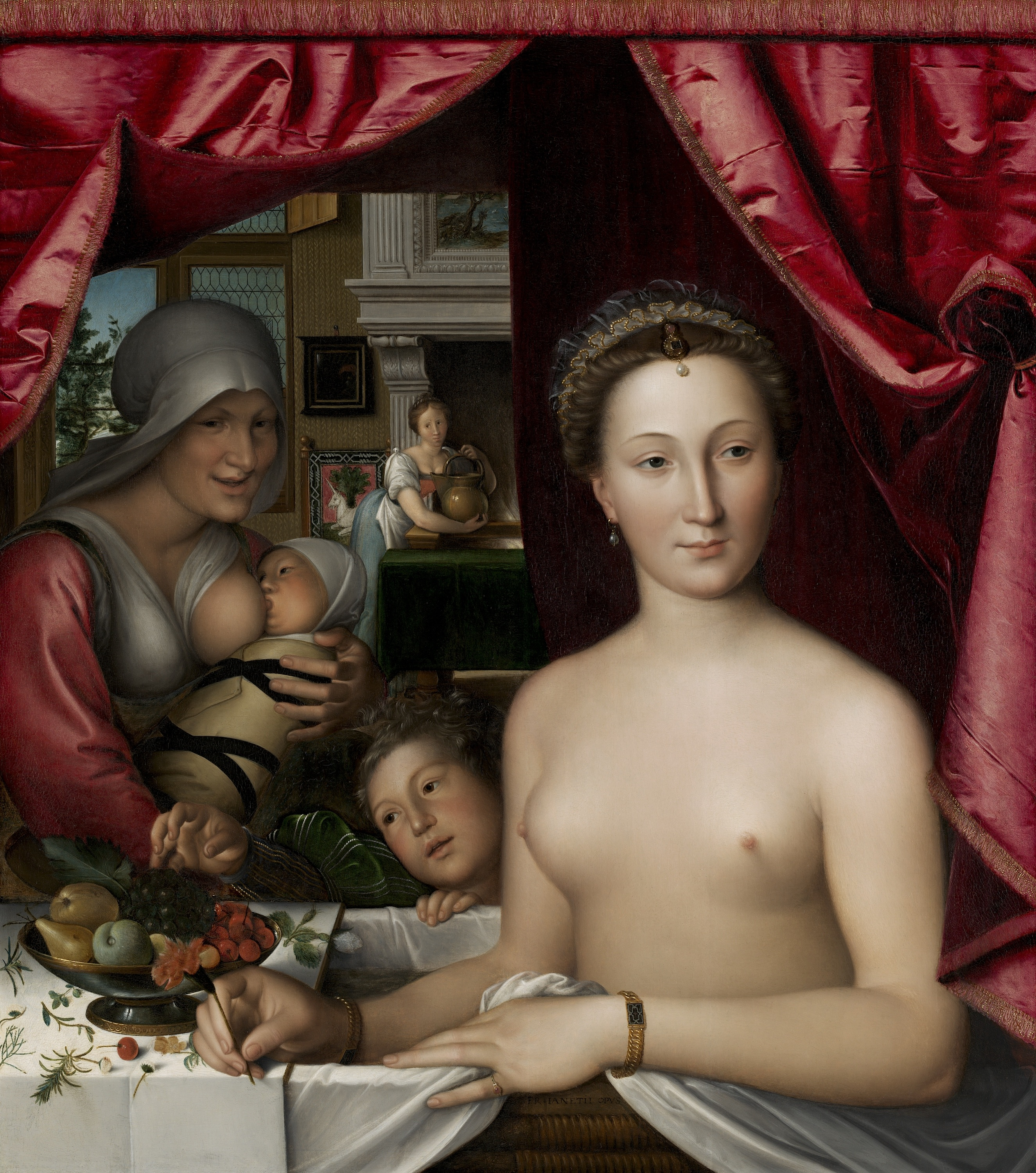
Франсуа Клуэ. Портрет Дианы де Пуатье.  1571. Дерево, мвасло. Национальная галерея, Вашингтон
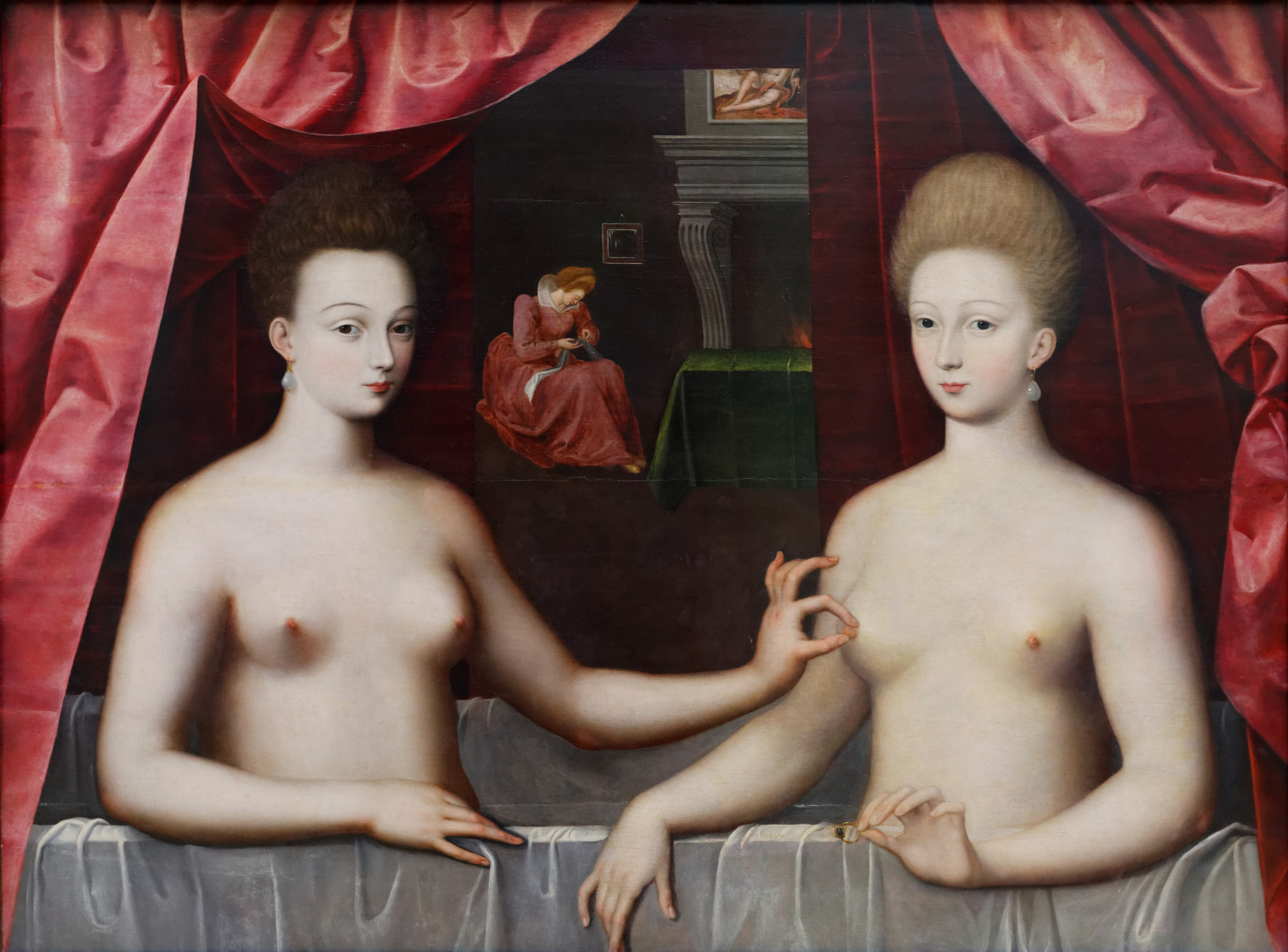
Портрет Габриэль д’Эстре с сестрой. Вторая школа Фонтенбло. Ок.1594. Дерево, масло. Лувр, Париж
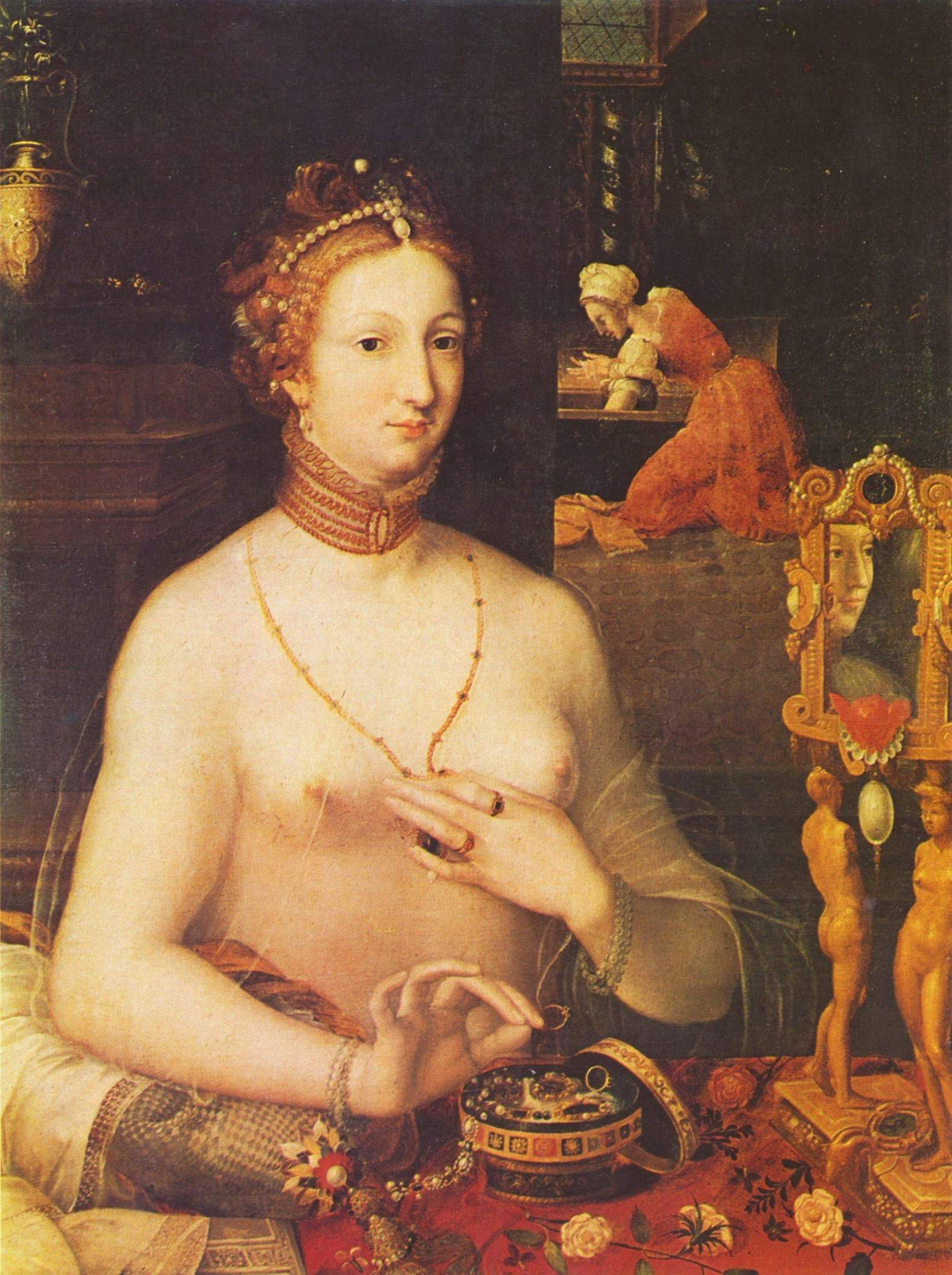
Неизвестный мастер школы Фонтенбло. Дама за туалетом. Холст, масло. Музей изящных искусств, Дижон
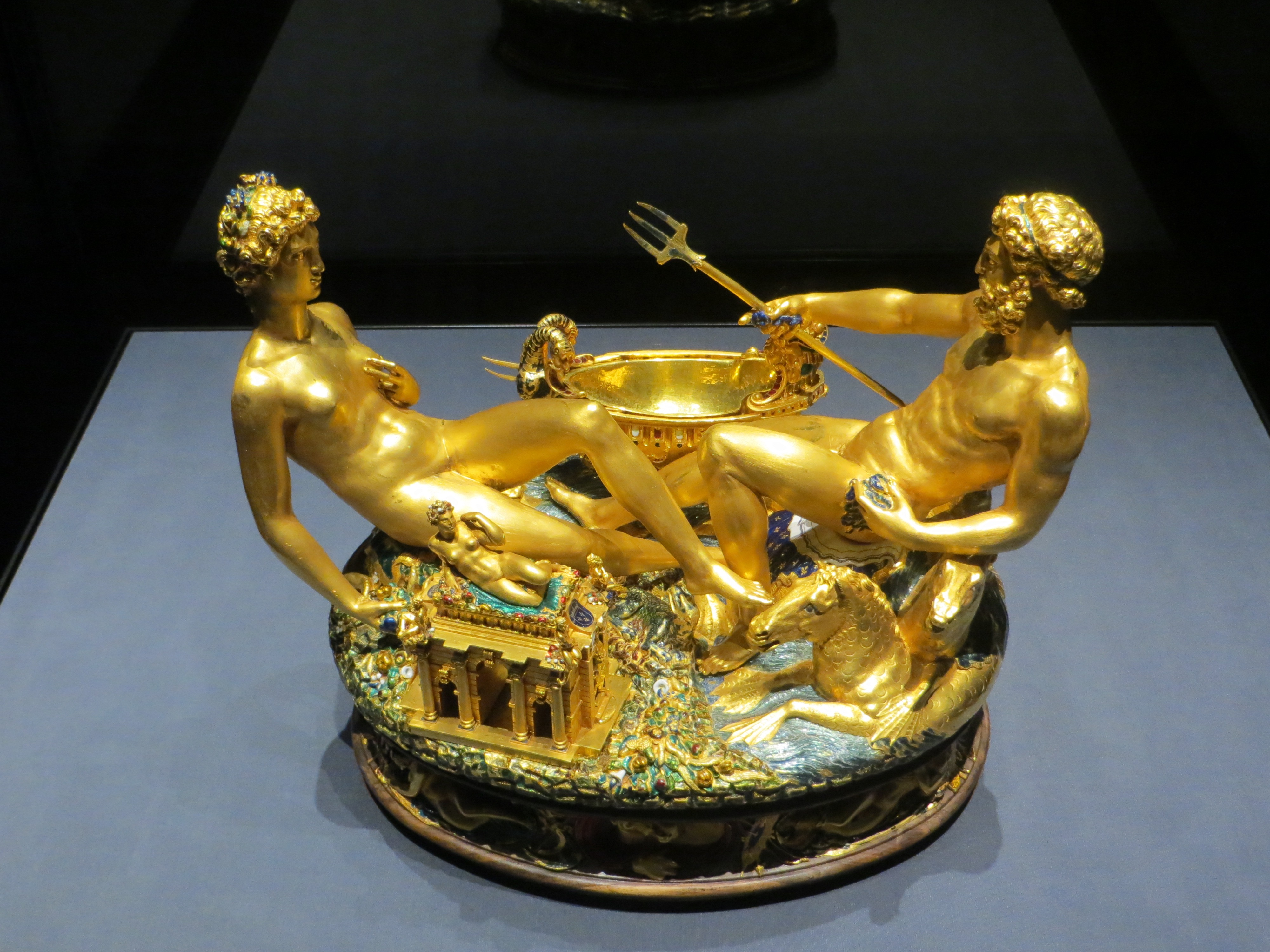
Б. Челлини. Солонка Франциска I. 1540—1543. Золото, эмали, чёрное дерево. Музей истории искусств, Вена
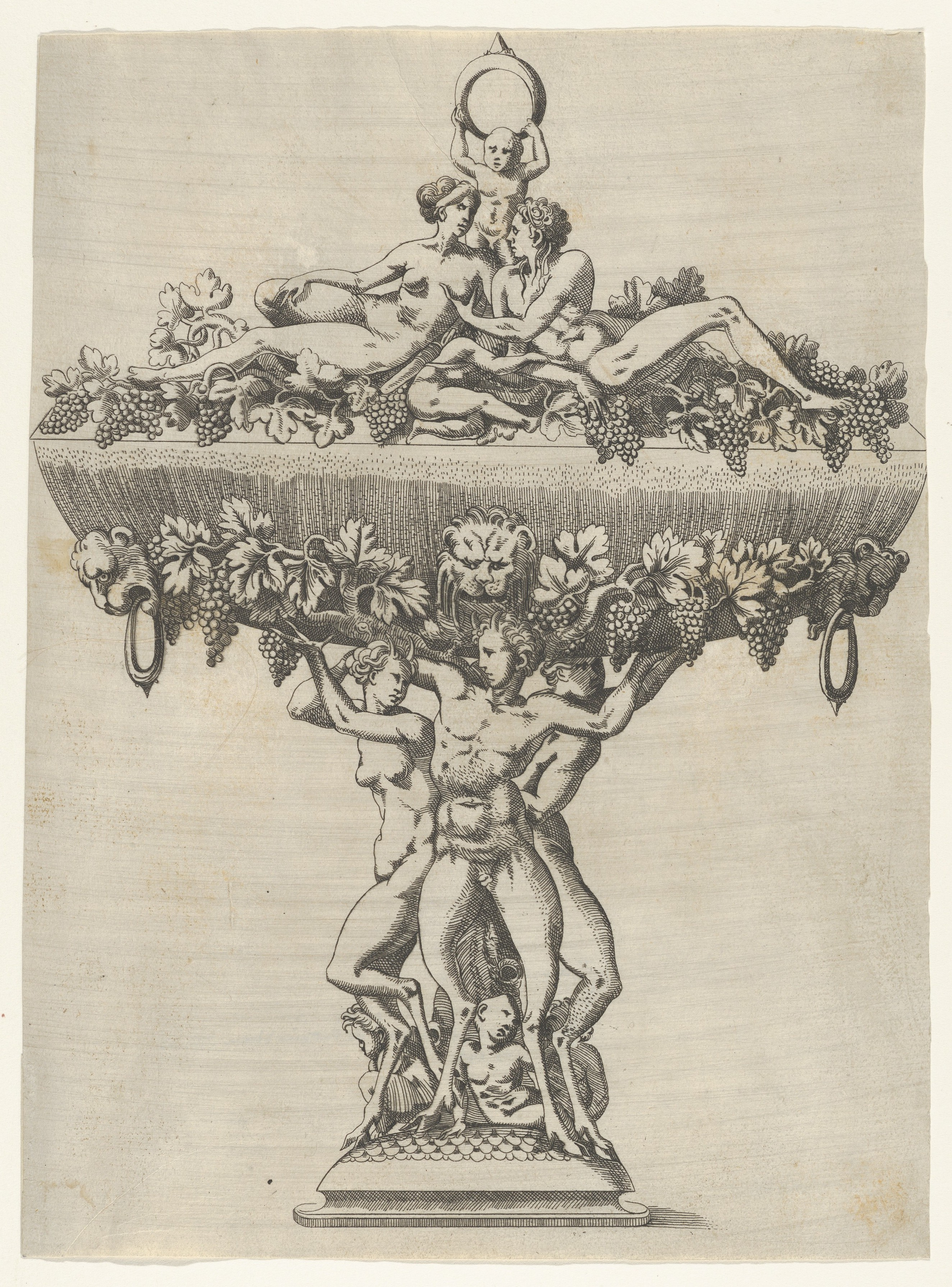
А. Фантуцци. Ваза. 1545. Офорт
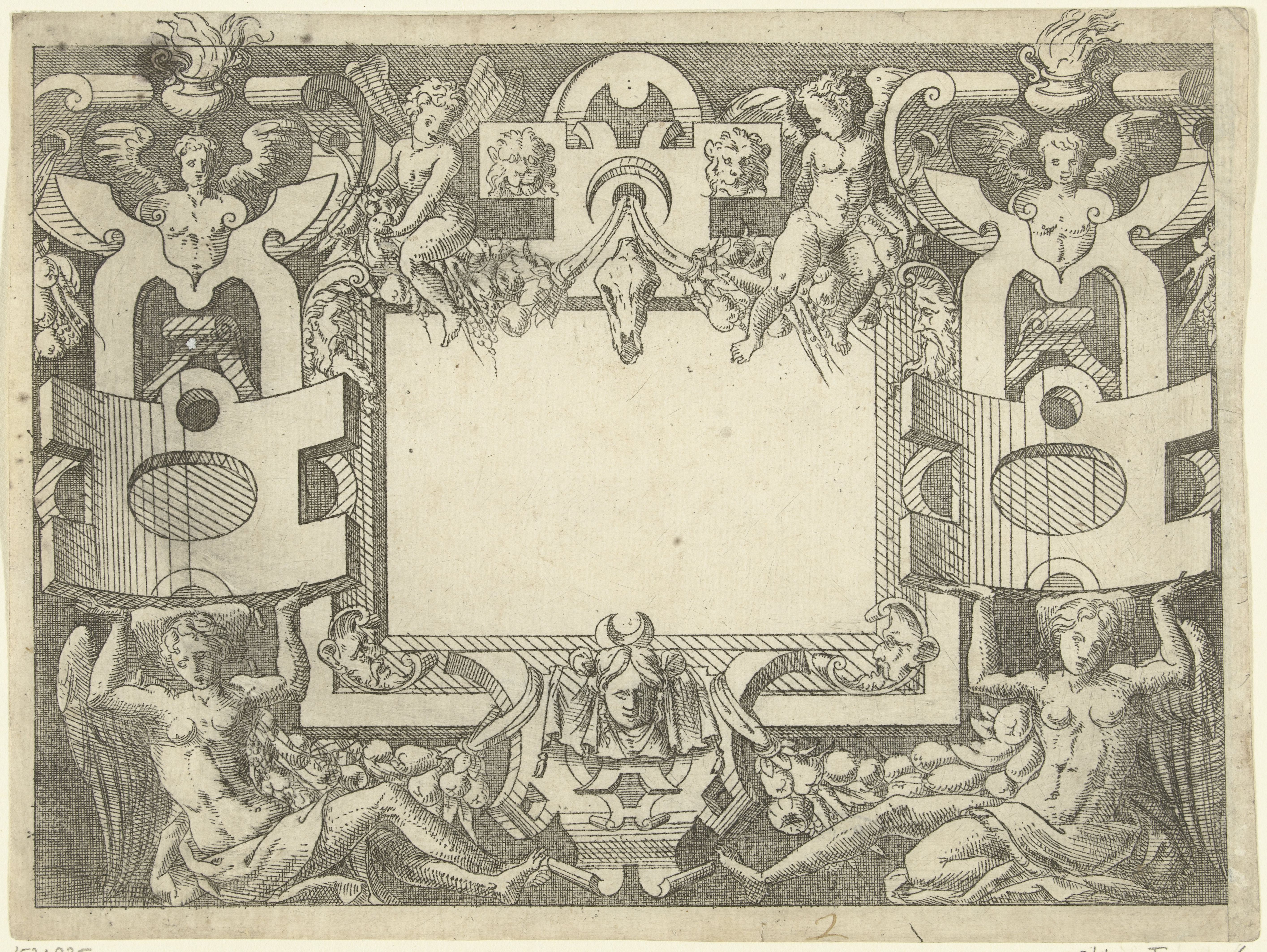
Ж.А. Дюсерсо Первый. Офорт из серии "Плафоны и картуши в обрамлении завитков с гротесками, гирляндами и маскаронами". 1520-1584